# Gradski Stadion de Bijelo Polje
El Gradski Stadion de Bijelo Polje es un estadio multiusos empleado principalmente para la disputa de partidos de fútbol, se encuentra situado en la ciudad de Bijelo Polje, al norte del país balcánico de Montenegro, justo en la orilla del río Sinjavac que atraviesa todo el municipio.
En este estadio disputa sus partidos como local el Fudbalski Klub Jedinstvo Bijelo Polje que milita en la Primera División de Montenegro. El estadio dispone de césped natural así como de una pequeña pista de atletismo que rodea el terreno de juego, la capacidad del estadio es de 5000 espectadores todos sentados y ubicados en dos tribunas laterales con capacidad para 2.000 y 3.000 espectadores respectivamente. Detrás de las porterías no dispone de gradas y se cierra por un muro que rodea todo el perímetro, impidiendo así ver los encuentros desde fuera.